# Руденко, Василий Стефанович
Василий Стефанович Руденко (24 августа 1924 — неизвестно) — передовик советского сельского хозяйства, старший чабан племовцесовхоза «Ипатовский» Ипатовского района Ставропольского края, Герой Социалистического Труда (1966).

## Биография
Родился 24 августа 1924 года в селе Дербетовка Апанасенковского района Ставропольского края в бедной крестьянской семье потомственного чабана. В голодный 1933 год вся семья переехала в посёлок Красочный Ипатовского района. В 1938 году завершил обучение в пяти классах сельской школы. Работать начал в июне 1938 года чабаном совхоза «Ипатовский» и проработал до августа 1942 года. 
С февраля 1943 года в Красной армии. Участник Великой Отечественной войны. Служил сапёром в 6-м гвардейском отдельном кавалерийском эскадроне 5-й гвардейской кавалерийской дивизии. За боевые успехи представлен к наградам ордену Красной Звезды и медали «За отвагу».
В апреле 1947 был уволен со службы в запас. С 1947 по 1949 годы работал чабаном, затем до 1953 года старшим чабаном, а с 1953 года бригадиром чабанской бригады госплемзавода «Ипатовский» Ипатовского района Ставропольского края. Образовал комсомольско-молодёжную бригаду и стал добиваться высоких производственных результатов. При плане 3795 ягнят бригада получила 4651, при плане настрига шерсти на одну овцу в 7,1 килограмм получила по 7,7 килограммов шерсти. 
Указом Президиума Верховного Совета СССР от 22 марта 1966 года за достигнутые успехи в развитии животноводства, увеличении производства и заготовок мяса и шерсти и другой продукции Василию Стефановичу Руденко присвоено звание Героя Социалистического Труда с вручением ордена Ленина и золотой медали «Серп и Молот».
За значительное увеличение валового производства высококачественной продукции животноводства на основе применения прогрессивной технологии в составе коллектива был удостоен Государственной премии СССР за выдающиеся достижения в труде 1973 года.
Его бригада одной из первых перешла на получение ягнят зимнего окота, первая стала применять ультракрасные лампы. 
Являлся делегатом XXIV съезда КПСС. Избирался членом Ставропольского краевого и Ипатовского районного комитетов. 
Жил в посёлке Красочный.

## Награды
За трудовые и боевые успехи удостоен:
- золотая звезда «Серп и Молот» (22.03.1966)
- два ордена Ленина (22.03.1966, 27.09.1974)
- Орден Октябрьской Революции
- Орден Отечественной войны II степени (11.03.1985)
- Орден Красной Звезды (14.05.1945)
- Медаль «За отвагу» (29.07.1944)
- другие медали.